# Bistum Laghouat
Das Bistum Laghouat (französisch Diocèse de Laghouat, lateinisch Dioecesis Laghuatensis) ist eine in Algerien gelegene römisch-katholische Diözese mit Sitz in Ghardaia. 

## Geschichte
Es wurde am 19. Juli 1901 als Apostolische Präfektur von Ghardaïa (lat. Ghardaiensis) aus dem Apostolischen Vikariat für die Sahara und Sudan heraus begründet, wechselte aber seinen Namen am 10. Januar 1921 auf Apostolische Präfektur Ghardaïa nel Sahara (italienisch für lateinisch Ghardaiensis in Sahara), wurde am 10. Juni 1948 zum Apostolischen Vikariat, bevor er es am 14. September 1995 unter dem Namen „Laghouat“ (Dioecesis Laghuatensis) zum Bistum erhoben wurde.
Das 2.107.780 km² große Bistum zählte 1950 12.241 Gläubige. Heute sind es lediglich noch 2000 Katholiken, die zum Teil in den großen Wüstengebieten der Sahara oder in der Nähe der Erdölvorkommen des Landes leben (0,04 % der Bevölkerung).
Gemeinden gibt es heute an folgenden Orten:
- Provinz Adrar: Adrar, Timimoun
- Provinz Bechar: Béni Abbès
- Provinz El Bayadh: El Bayadh
- Provinz Ghardaia: Ghardaia, El Meniaa
- Provinz Naama: Aïn Sefra
- Provinz Ouargla: Ouargla, Hassi Messaoud, Touggourt
- Provinz Tamanrasset: Tamanrasset, Assekrem

## Ordinarien
- Charles Guérin (1901–1910)
- Henry Bardou (1911–1916)
- Louis David (1916–1919)
- Gustave-Jean-Marie Nouet MAfr (1919–1941)
- Georges-Louis Mercier MAfr (1941–1968)
- Jean-Marie Raimbaud MAfr (1968–1989)
- Michel-Joseph-Gérard Gagnon MAfr (1991–2004)
- Claude Rault MAfr (2004–2017)
- John Gordon MacWilliam MAfr (2017–2025)
- Diego Ramón Sarrió Cucarella MAfr (seit 2025)